# Moria (slak)
Moria is een geslacht van weekdieren uit de klasse van de Gastropoda (slakken).

## Soort
- Moria nipponica (Mori, 1937)